# Rassemblement national démocratique (Algérie)
Pour les articles homonymes, voir Rassemblement national (homonymie).
Cet article concerne l'Algérie. Pour le Sénégal, voir Rassemblement national démocratique (Sénégal).
Le Rassemblement national démocratique (abrégé en RND) est un parti politique algérien, fondé en 1997.
Traditionnellement allié au Front de libération nationale (FLN), il compte un nombre significatif de parlementaires et voit l’un de ses fondateurs, Abdelkader Bensalah, devenir chef de l’État par intérim en 2019.

## Historique
Le Rassemblement national démocratique (RND) est créé le 21 février 1997, à la veille des élections législatives de 1997, par des proches du général-président Liamine Zéroual. Le parti rallie la plupart des syndicats affiliés au FLN, dont il est issu, à l'exception de l'Union générale des étudiants algériens et de l'Union nationale des paysans algériens. Les miliciens progouvernementaux Patriotes, rallient également le nouveau parti.
À l’issue du scrutin législatif, il remporte une victoire inattendue, avec 156 sièges sur les 380 que compte la chambre. Lors des élections de 2002, le RND passe à 47 sièges.
En 2003, le quotidien El Watan indique que sur 349 élus arrêtés pour malversation, ceux du RND devancent largement ceux des autres partis et se demande « pourquoi le RND se classe ainsi champion des ripoux ». il présente le parti comme une « excroissance de l’administration conçue et montée pour gagner les élections, au besoin en recourant à une fraude massive ».
En 2004, le RND forme une alliance parlementaire, l'alliance présidentielle, avec le Mouvement de la société pour la paix (MSP) d'Aboudjerra Soltani et le FLN d'Abdelaziz Bouteflika. Ces trois partis sont qualifiés de « partis dirigeants ».
Après la démission d'Abdelaziz Bouteflika, en avril 2019, un de ses fondateurs et ancien secrétaire général, Abdelkader Bensalah, devient chef de l’État par intérim.
Le 11 janvier 2020, le secrétaire général par intérim Azzedine Mihoubi propose de changer le nom du parti. Tayeb Zitouni lui succède le 28 mai 2020, lui-même remplacé par Mustapha Yahi le 14 octobre 2023. Mustapha Yahi démissionne pour « raisons personnelles » en mai 2025. Monder Bouden lui succède le 19 juillet 2025.

## Idéologie
Le RND se considère comme un parti libéral. Il prône aussi une politique de gauche.
Le parti se présente comme néo-nationaliste, républicain et progressiste et s'allie à la gauche démocratique en opposition aux forces intégristes et autoritaires. Néo-libéral, social-libéral et centriste, il est partisan des privatisations des entreprises publiques sous le premier mandat d'Ahmed Ouyahia comme chef du gouvernement à l'époque du président Liamine Zéroual. Ce programme de droite reprend celui des gouvernements FLN d'Abdelhamid Brahimi et Mouloud Hamrouche. Après l'élection à la présidence de la République d'Abdelaziz Bouteflika (FLN), le parti adopte le programme présidentiel.
En 2017, Ahmed Ouyahia, qui a durant ses passages au pouvoir, alterné entre politique libérale ou sociale, au gré des choix du président Bouteflika, propose de privatiser les entreprises publiques et d'autres biens immobiliers, et de mettre fin aux subventions généralisées.
En avril 2025, un député du RND, Benamar Fawzi, demande à la tribune de l'Assemblée, la peine de mort pour les personnes transgenres.

## Congrès
- 1er congrès (1998) ;
- 2e congrès (2003) ;
- 3e congrès (2008) ;
- 4e congrès (2013) ;
- 5e congrès (2016) ;
- 6e congrès (2020) ;
- 7e congrès (2025)[11];

## Secrétaires généraux
Le RND est dirigé par un secrétaire général, le secrétariat national est l'organe dirigeant du parti.
- Abdelkader Bensalah (1997-1998)
- Tahar Benaibèche (1998-1999)
- Ahmed Ouyahia (1999-2013)
- Abdelkader Bensalah (2013-2015)
- Ahmed Ouyahia (2015-2019)
- Azzedine Mihoubi (intérim, 2019-2020)
- Tayeb Zitouni (2020-2023)[15],[9]
- Mustapha Yahi (2023-2025)[9],[10]
- Monder Bouden (depuis 2025)[11]